# Стефани, Ян
Ян Стефани (пол. Jan Stefani известный также как Steffan, Steffani, Joannis, Johann, Jean, 1746, Прага — 24 февраля 1829, Варшава) — польский композитор, скрипач и дирижёр Национальной оперы в Варшаве.

## Биография
Ян Стефани — чех по происхождению. Родился в Праге. После окончания учёбы стал капельмейстером. В поисках карьеры в 1771 г. принял предложение и переехал в Варшаву ко двору короля Речи Посполитой Понятовского, где занял должность концертмейстера и дирижёра оркестра Национального театра.
Быстро завоевал популярность и дружбу польских композиторов, таких как Войцех Богуславский, Мачей Каменьский и др.
Интересовался народной музыкой. Некоторые специалисты называли его «отцом национальной оперы».
Сын — Стефани, Юзеф, композитор и педагог.

## Творчество
Писал музыку под сильным влиянием произведений Моцарта и opèra comique.
Автор водевиля «Cud mniemany, czyli Krakowiacy i Górale» (либретто Войцеха Богуславского (1794), 11 опер, в том числе:
- Król w kraju rozkoszy (1787)
- Cud mniemany czyli Krakowiacy i Górale (1794)
- Wdieczni poddani czyli Wesele wiejskie (1796)
- Szczesliwi wiesniacy — Drzewo zaczarowane (1796)
- Frozyna czyli Siedem razy jedna (1806)
- Rotmistrz Górecki czyli Oswobodzenie (1807)
- Polka czyli Oblezenie Trembowli (1807)
- Stary mysliwy (1808)
- Papirius czyli Ciekawosc dawnych kobiet (1808)

Кроме того, множества танцевальной оркестровой музыки (полонезов, мазурок, краковяков), песен, произведений на религиозную тему (месс и ораторий).